# Natasja Andreasen
Natasja Andreasen (født 31. oktober 2000 i Silkeborg) er en dansk håndboldspiller, der spiller for Silkeborg-Voel KFUM og Danmarks U/19-håndboldlandshold.
Hendes gennembrud kom i 2023, hvor hun blev en af de bedste spillere for Silkeborg-Voel KFUM.
Hun er datter af Freddie Andreasen og Puk Plougstrup, kusine til håndboldspiller Jens Dolberg Plougstrup, og niece til Jakob Andreasen, Silkeborg-Voels direktør.